# Michiel Eijsbouts
Michiel Eijsbouts (Geldrop, 20 maart 1979) is een Nederlandse presentator en tekstschrijver.

## Loopbaan
Eijsbouts ging naar het Willibrord Gymnasium in Deurne. Toen hij zestien was, verhuisde hij naar Amsterdam waar hij studies begon aan diverse instellingen voor hoger onderwijs. Als bijbaantje werkte hij in een kopieerwinkel, waarover hij schreef in zijn roman Dat zei mijn vrouw vannacht ook al. Bij toeval kwam hij in de televisiewereld terecht waar hij als redacteur en tekstschrijver bijdragen leverde aan verschillende programma's. Eijsbouts werkte bijvoorbeeld negen jaar voor Lingo, oorspronkelijk als 'Chef Ballen', en later ook als jury en voice-over. Als het typetje Tonnie van der Neut was hij op televisie te zien in de Beste Vrienden Quiz.
Michiel Eijsbouts is sinds de beginjaren betrokken bij De Speld, waar hij video's en live-evenementen presenteert. Voor omroep BNNVARA en NPO Radio 1 maakte hij samen met Roelof de Vries de vierdelige podcast Een Nijlpaard Kon Lachen, over de gang van zaken achter de schermen van het Nederlandse televisieprogramma Waku Waku. Voor NTR en NPO Zapp schrijft en presenteert Eijsbouts de satirische familiepodcast Watizzut, met rollen van Ilse Warringa, Bart Rijnink, Carice van Houten, Merijn Scholten en Vera van Zelm. De stem van Eijsbouts is ook te horen in de uitlegvideo's die onder de naam Clipphanger worden gepubliceerd door Schooltv. Hiervoor schrijft hij ook de teksten. Hij publiceerde in HP/De Tijd, het Parool en Volkskrant Magazine.
Rondom de invoering van het rookverbod in de Nederlandse horeca richtte Eijsbouts in 2001 de Rokerskerk op.